# Austrotrophon
Austrotrophon là một chi ốc biển, là động vật thân mềm chân bụng sống ở biển trong họ Muricidae, họ ốc gai.

## Các loài
Các loài thuộc chi Austrotrophon bao gồm:
- Austrotrophon catalinensis (Oldroyd, 1927)[2]
- Austrotrophon cerrosensis (Dall, 1891)[3]
- Austrotrophon pinnata (Dall, 1902)[4]